# توم سميث (سياسي أمريكي)
توم سميث (بالإنجليزية: Tom Smith)‏ هو شخصية أعمال وسياسي أمريكي، ولد في 20 أكتوبر 1947 في الولايات المتحدة، وتوفي في 17 أكتوبر 2015 في الولايات المتحدة. حزبياً، نشط في الحزب الديمقراطي والحزب الجمهوري.